# Nicholas Caglioni
Nicholas Caglioni (Nembro, 14 gennaio 1983) è un ex calciatore italiano, di ruolo portiere.

## Caratteristiche tecniche
Portiere dal fisico forte e prestante, faceva della reattività fra i pali una delle sue doti principali. Per le sue doti tecniche e fisiche è stato paragonato a Giovanni Cervone.

## Carriera
Cresce calcisticamente nel settore giovanile dell'Atalanta, dove viene aggregato alla prima squadra nella stagione 2000-2001.
Nelle successive tre stagioni milita nelle categorie inferiori, facendo molta gavetta: il primo anno è nel Fanfulla in Serie D ed il secondo nell'USO Calcio, sempre in Serie D. Il terzo anno sale di categoria militando nell'Aglianese in Serie C2.
Nella stagione 2004-2005 ritorna all'Atalanta, dove tuttavia non trova spazio.
Nella stagione 2005-2006 si trasferisce al Messina, inizialmente come secondo portiere. Il 28 agosto 2005 esordisce in Serie A nella partita Lazio-Messina, terminata 1-0 per i padroni di casa. A fine anno colleziona quattro presenze, subendo sette gol. La stagione successiva, complice la cessione di Storari, diventa titolare.
Il 12 marzo 2007 viene sospeso dalla corte disciplinare per essere risultato positivo alla cocaina nel corso del controllo antidoping effettuato dopo la partita contro il Catania, disputata l'11 febbraio. Successivamente viene squalificato per diciotto mesi.
Il 15 luglio 2009 la Pro Patria ne ufficializza l'ingaggio.
Il 20 gennaio 2011 la Salernitana comunica di aver ingaggiato il portiere Nicholas Caglioni fino a giugno 2011.
Fa il suo esordio in maglia granata il 23 gennaio 2011, sfoderando un'ottima prestazione nel derby: Paganese-Salernitana. Diventa, in seguito, titolare inamovibile per i granata che si lanciano verso la corsa Play-off.
Il giorno 20 luglio 2011 il Modena ufficializza il suo passaggio in maglia canarina, con contratto annuale e opzione per il secondo anno.
Il 19 giugno 2011, quando era ancora tesserato per la Salernitana, ma squalificato, durante la finale di ritorno dei play-off promozione della Lega Pro Prima Divisione fra i campani e l'Hellas Verona, mescolato tra i tifosi della propria squadra, indossa una maglia con la scritta 'Odio Verona'. Per tale comportamento, il 29 novembre 2011 il portiere viene deferito alla Disciplinare per violazione artt. 1,1 e 11,1: lealta' sportiva e comportamento discriminatorio (per aver posto in essere "una condotta discriminatoria che reca offesa, denigrazione ed insulto per origine territoriale o etnica e configura propaganda ideologica inneggiante a comportamenti discriminatori").  A titolo di responsabilità oggettiva è deferita anche la Salernitana. Il 21 dicembre 2011, riconosciuto colpevole, gli vengono inflitte due giornate di squalifica e l'ammenda di 2.000 euro; alla società Salernitana Calcio 1919 Spa irrogata l'ammenda di 20.000 euro. Il 25 maggio 2012 al termine della partita tra il Modena e l'Hellas Verona si rifiuta di chiedere scusa del gesto compiuto.
Il 29 agosto 2012 viene ufficializzato il passaggio al Crotone, con cui ha firmato un contratto con scadenza 2014.
Il 22 gennaio 2014 viene ufficializzato il suo passaggio a titolo definitivo al Lecce.
Dal 2015 al 2018 gioca 81 partite di Lega Pro con la Feralpi Salò per poi scendere in Serie D al Calvina Sport.

## Statistiche

### Presenze e reti nei club
| Stagione           | Squadra            | Campionato         | Campionato | Campionato | Coppe nazionali | Coppe nazionali | Coppe nazionali | Coppe continentali | Coppe continentali | Coppe continentali | Altre coppe | Altre coppe | Altre coppe | Totale | Totale |
| Stagione           | Squadra            | Comp               | Pres       | Reti       | Comp            | Pres            | Reti            | Comp               | Pres               | Reti               | Comp        | Pres        | Reti        | Pres   | Reti   |
| ------------------ | ------------------ | ------------------ | ---------- | ---------- | --------------- | --------------- | --------------- | ------------------ | ------------------ | ------------------ | ----------- | ----------- | ----------- | ------ | ------ |
| 2001-2002          | Fanfulla           | D                  | 20         | -28        | CI-D            | 0               | 0               | -                  | -                  | -                  | -           | -           | -           | 20     | -28    |
| 2002-2003          | U.S.O. Calcio      | D                  | 31         | -30        | CI-D            | 0               | 0               | -                  | -                  | -                  | -           | -           | -           | 31     | -30    |
| 2003-2004          | Aglianese          | C2                 | 32         | -25        | CI-C            | 3               | -6              | -                  | -                  | -                  | -           | -           | -           | 35     | -31    |
| 2004-2005          | Atalanta           | A                  | 0          | 0          | CI              | 0               | 0               |                    | -                  | -                  | -           | -           | -           | 0      | 0      |
| 2005-2006          | Messina            | A                  | 4          | -7         | CI              | 0               | 0               | -                  | -                  | -                  | -           | -           | -           | 4      | -7     |
| 2006-2007          | Messina            | A                  | 7          | -8         | CI              | 2               | -5              | -                  | -                  | -                  | -           | -           | -           | 9      | -13    |
| Totale Messina     | Totale Messina     | Totale Messina     | 11         | -15        |                 | 2               | -5              |                    | -                  | -                  |             | -           | -           | 13     | -20    |
| 2009-2010          | Pro Patria         | 1D                 | 27         | -38        | CI+CI-LP        | 2+0             | -3              | -                  | -                  | -                  | -           | -           | -           | 29     | -41    |
| gen.-giu. 2011     | Salernitana        | 1D                 | 15+3       | -13 + -3   | CI+CI-LP        | -               | -               | -                  | -                  | -                  | -           | -           | -           | 18     | -16    |
| 2011-2012          | Modena             | B                  | 39         | -53        | CI              | 2               | -1              | -                  | -                  | -                  | -           | -           | -           | 41     | -54    |
| 2012-2013          | Crotone            | B                  | 28         | -41        | CI              | 0               | 0               | -                  | -                  | -                  | -           | -           | -           | 28     | -41    |
| 2013-gen. 2014     | Crotone            | B                  | 0          | 0          | CI              | 0               | 0               | -                  | -                  | -                  | -           | -           | -           | 0      | 0      |
| Totale Crotone     | Totale Crotone     | Totale Crotone     | 28         | -41        |                 | 0               | 0               |                    | -                  | -                  |             | -           | -           | 28     | -41    |
| gen.-giu. 2014     | Lecce              | 1D                 | 8+4        | -6 + -3    | CI+CI-LP        | -               | -               | -                  | -                  | -                  | -           | -           | -           | 12     | -9     |
| 2014-2015          | Lecce              | LP                 | 31         | -27        | CI+CI-LP        | 0               | 0               | -                  | -                  | -                  | -           | -           | -           | 31     | -27    |
| Totale Lecce       | Totale Lecce       | Totale Lecce       | 39+4       | -33 + -3   |                 | 0               | 0               |                    | -                  | -                  |             | -           | -           | 43     | -36    |
| 2015-2016          | FeralpiSalò        | LP                 | 29         | -36        | CI+CI-LP        | 2+0             | -2              | -                  | -                  | -                  | -           | -           | -           | 31     | -38    |
| 2016-2017          | FeralpiSalò        | LP                 | 20+1       | -22 + -2   | CI+CI-LP        | 1+0             | -3              | -                  | -                  | -                  | -           | -           | -           | 22     | -27    |
| 2017-2018          | FeralpiSalò        | C                  | 31         | -38        | CI+CIC          | 1+0             | 0               | -                  | -                  | -                  | -           | -           | -           | 32     | -38    |
| Totale FeralpiSalò | Totale FeralpiSalò | Totale FeralpiSalò | 80+1       | -96 + -2   |                 | 4               | -5              |                    | -                  | -                  |             | -           | -           | 85     | -103   |
| 2018-2019          | Calvina Sport      | D                  | 5          | -7         | CI-D            | 0               | 0               | -                  | -                  | -                  | -           | -           | -           | 5      | -7     |
| Totale carriera    | Totale carriera    | Totale carriera    | 327+8      | -379 + -8  |                 | 13              | -20             |                    | -                  | -                  |             | -           | -           | 348    | -407   |

## Palmarès

### Club

#### Competizioni giovanili
- Coppa Italia Primavera: 1

Atalanta: 2000-2001